# 18祭
『18祭』（じゅうはちフェス）は、2016年から開催されているNHK主催のイベント、およびその模様を放送する特別番組。

## 概要
毎回1組のアーティストと、事前選考を通過した1,000人の18歳世代が1回限りのパフォーマンスを行うイベントである。共演する楽曲は、選考のために送られた動画をもとに、アーティストが制作する。このイベントの模様は、後日NHK総合にて放送される。
| 回 | 開催年度 | テーマ・選考基準     | アーティスト     | 楽曲           | 開催日           | 放送日       |
| -- | -------- | -------------------- | ---------------- | -------------- | ---------------- | ------------ |
| 1  | 2016年   |                      | ONE OK ROCK      | We are         | 2016年11月13日   | 2017年1月9日 |
| 2  | 2017年   | 熱さ・本気さ         | WANIMA           | シグナル       | 2017年11月30日   | 同年12月20日 |
| 3  | 2018年   | “熱さ”と“自分らしさ” | RADWIMPS         | 万歳千唱 正解  | 2018年9月9日     | 同年10月8日  |
| 4  | 2019年   | 自分だけのかっこよさ | [ALEXANDROS]     | 0.5 Philosophy | 2019年11月24日   | 同年12月21日 |
| 5  | 2021年   | 喜怒哀楽             | あいみょん       | 双葉           | 2022年3月6日     | 同年3月23日  |
| 6  | 2022年   | 自分のこと           | BUMP OF CHICKEN  | 窓の中から     | 2023年3月20日    | 同年3月31日  |
| 7  | 2023年   | 心音（しんおん）     | YOASOBI          | HEART BEAT     | 2023年11月19日   | 同年12月25日 |
| 8  | 2024年   | 本音                 | Mrs. GREEN APPLE | ダーリン       | 2024年11月17日   | 同年12月25日 |
| 9  | 2025年   | 本気                 | Vaundy           | 未定           | 2025年11月(予定) | 未定         |

## ONE OK ROCK 18祭
第1回となる2016年は、ONE OK ROCKが出演。楽曲「We are」を制作した。イベントは11月13日に開催され、その模様がNHK総合にて2017年1月9日に放送された。ナレーションは芳根京子が担当。

### スタッフ（ONE OK ROCK 18祭）
- コーラスアレンジ：田中雪子
- 技術：佐々木剛
- 撮影：中村達生
- 照明：水上雅史
- 音声：國安鉄朗
- 映像技術：金子力
- 編集：斉藤夏基
- 音響効果：高野正樹
- 取材：島竹蔵斗・原田卓哉
- ディレクター：外山尚吾・齋藤勇太
- プロデューサー：大塚信広
- 制作統括：是洞茂樹

## WANIMA 18祭
第2回となる2017年は、WANIMAが出演。楽曲「シグナル」を制作した。イベントは11月30日に開催され、その模様がNHK総合にて12月20日に放送された。ナレーションは平祐奈が担当。

### スタッフ（WANIMA 18祭）
- ブラスアレンジ：YOKAN
- コーラスアレンジ：田中雪子
- 技術：佐々木剛
- 撮影：竹内知生
- 照明：水上雅史
- 音声：國安鉄朗
- 映像技術：渡辺和夫
- 編集：吉澤多聞
- 音響効果：高野正樹
- 取材：細居大輔・西あんず
- ディレクター：齋藤勇太・外山尚吾
- プロデューサー：大塚信広
- 制作統括：是洞茂樹

## RADWIMPS 18祭
第3回となる2018年は、RADWIMPSが出演。楽曲「万歳千唱」と「正解」を制作した。イベントは9月9日に開催され、その模様がNHK総合にて10月8日に放送された。ナレーションは浜辺美波が担当。

### スタッフ（RADWIMPS 18祭）
- コーラスアレンジ：田中雪子
- 振付：TAKAHIRO
- 技術：松浦勝一
- 撮影：中村達生
- 照明：新家洋平
- 音声：柳谷智章
- 映像技術：阿土亜耶
- 編集：吉澤多聞
- 音響効果：浦真一郎
- 取材：西あんず・島竹蔵斗
- ディレクター：齋藤勇太
- プロデューサー：外山尚吾
- 制作統括：大塚信広

## [ALEXANDROS] 18祭
第4回となる2019年は、[ALEXANDROS]が出演。パフォーマンス「0.5」楽曲「Philosophy」を制作した。イベントは台風19号の影響により、当初の10月13日から11月24日に変更の上で開催され、その模様が12月21日にNHK総合で放送された。ナレーションは森七菜が担当。

### スタッフ（[ALEXANDROS] 18祭）
- コーラスアレンジ：田中雪子
- 技術：松浦勝一
- 撮影：五十嵐理美
- 照明：水上雅史
- 音声：國安鉄朗
- 映像技術：阿土亜耶
- 編集：吉澤多聞
- 音響効果：高野正樹
- 取材：西あんず
- ディレクター：齋藤勇太
- プロデューサー：外山尚吾
- 制作統括：大塚信広

## あいみょん 18祭
2年ぶりの開催となった第5回はあいみょんが出演。女性アーティスト、及び、ソロシンガーとして初起用となった。楽曲『双葉』を制作した。イベントは新型コロナウイルス感染症の蔓延に鑑みて、初めてリモート形式で2022年3月6日のあいみょんの27歳の誕生日に開催された。なお、イベントの模様は3月23日にNHK総合で放送された。2021年は開催がなかったので、今回は応募できる年齢が満20歳までに延長された。ナレーションは茅島みずきが担当。4月3日に同局で再放送され、その後、あいみょんの生トークによる同時ライブストリーミング配信が行われた。

### スタッフ（あいみょん 18祭）
- コーラスアレンジ：田中雪子
- バンドメンバー：八橋義幸(ギター)、井嶋啓介(ベース)、松本ジュン(キーボード)、qurosawa(ギター)、田中ユウスケ(キーボード)、朝倉真司(ドラムス)
- 技術：中村達生
- 撮影：髙橋進一郎
- 照明：水上雅史
- 音声：志村宏
- 映像技術：佐藤裕藤
- 編集：吉澤多聞
- 音響効果：田上ゆかり
- 取材：西あんず
- ディレクター：齋藤勇太、外山尚吾
- 制作統括：大塚信広

## BUMP OF CHICKEN 18祭
第6回となる2023年は、BUMP OF CHICKENが出演。楽曲「窓の中から」を制作した。イベントはメンバーの藤原基央が新型コロナウイルスに感染した影響で、当初予定されていた2022年11月から2023年3月20日に変更の上で開催され、その模様が2023年3月31日にNHK総合で放送された。ナレーションは桜田ひよりが担当。なお、2019年以来4年ぶり（中止を含む）に対面での開催となった。

### スタッフ（BUMP OF CHICKEN 18祭）
- コーラスアレンジ：田中雪子
- ブラスアレンジ：武嶋聡
- 技術：西田慎司
- 撮影：池末直隆
- 照明：水上雅史
- 音声：佐藤陽介
- 映像技術：近江谷孝郎
- 編集：吉澤多聞
- 音響効果：名古屋雄亮
- 取材：伊藤ひなた
- ディレクター：齋藤勇太、外山尚吾、大久保寿一
- 制作統括：大塚信広

## YOASOBI 18祭
第7回となる2023年はYOASOBIが出演。音楽ユニットとしては初起用となる。楽曲『HEART BEAT』を制作した。2023年11月19日に開催された。なお、イベントの模様は12月25日にNHK総合で放送された。ナレーションは伊東蒼が担当。

### スタッフ（YOASOBI 18祭）
- コーラスアレンジ：田中雪子
- バンドメンバー：AssH(ギター)、ミソハギザクロ(キーボード)、仄雲(ドラムス)、やまもとひかる(ベース)
- 技術：上杢英樹
- 撮影：古賀大騎
- 照明：瀬野勝夫
- 音声：川付明範
- 映像技術：金子力
- 編集：高良航
- 音響効果：名古屋雄亮
- 取材：伊藤ひなた
- ディレクター：齋藤勇太、大久保寿一、外山尚吾
- 制作統括：大塚信広

## Mrs. GREEN APPLE 18祭
第8回となる2024年は、Mrs. GREEN APPLEが出演。楽曲『ダーリン』を制作した。2024年11月17日に開催され、イベントの模様は12月25日にNHK総合で放送された。ナレーションは當真あみが担当。
一人称の想いをあえて「ダーリン」という言葉に込めているという。

### スタッフ（Mrs. GREEN APPLE 18祭）
- コーラスアレンジ：田中雪子
- サポートメンバー：二家本亮介（ベース）、クラカズヒデユキ（ドラム）
- 資料提供：ユニバーサルミュージック、Project-MGA
- 技術：西谷真幸
- 撮影：大島優希
- 照明：久米弘記
- 音声：遠藤隆太
- 映像技術：岡田亮
- 美術：小野裕之
- 音響効果：名古屋雄亮
- 取材：西あんず
- 編集：伊藤ひなた
- ディレクター：齋藤勇太、大久保寿一、外山尚吾
- 制作統括：大塚信広